# Bad Company (canción)
«Bad Company» es una canción interpretada por la banda británica de hard rock, Bad Company. Fue publicado como el tercer sencillo del álbum debut homónimo de 1974. Coescrita por el vocalista principal de la banda, Paul Rodgers y el baterista Simon Kirke, el significado de la canción viene de un libro sobre la moral victoriana. La canción usa el mismo acorde que la canción de Joni Mitchell, «Woodstock» de 1970.

## Créditos
Créditos adaptados desde las notas del álbum.
- Paul Rodgers – voz principal y coros, piano
- Mick Ralphs – guitarra líder
- Simon Kirke – batería
- Boz Burrell – bajo eléctrico

## Uso en la cultura popular
- Bill Champlin hizo una versión de la canción para el episodio 9 de la temporada 2 de The Young Riders (1990).[5]
- Garth Brooks grabó la canción para la caja recopilatoria de 2013, Blame It All on My Roots: Five Decades of Influences.[6]
- «Bad Company» fue referenciada en la popular franquicia multimedia JoJo's Bizarre Adventure. Es el nombre de un Stand llamado «Bad Company» (Japonés: バッド・カンパニー Hepburn: Baddo Kanpanī), el cual fue introducido en la Parte 4: Diamond Is Unbreakable.[7]
- Rickie Lee Jones versionó la canción para su álbum de 2019, Kicks.[8]

## Versión de Five Finger Death Punch

### Antecedentes
La banda Five Finger Death Punch interpretaba la canción ocasionalmente en vivo, y la grabaron más tarde para su segundo álbum de estudio, War Is the Answer. Está versión tiene un significante tono más pesado. La canción ha sido utilizada como la música de entrada por Drew Storen de Washington Nationals, Jake Arrieta de Chicago Cubs y Madison Bumgarner de San Francisco Giants.

### Lista de canciones
| N.º | Título                   | Duración |  |
| 1.  | «Bad Company»            | 4:22     |  |
| 2.  | «The Devil's Own» (live) | 4:54     |  |

### Créditos
Créditos adaptados desde las notas del álbum.
- Zoltan Bathory – guitarra rítmica
- Jason Hook – guitarra líder, coros
- Ivan Moody – voz principal y coros
- Matt Snell – bajo eléctrico, coros
- Jeremy Spencer – batería

### Posicionamiento
| Gráficas (2010)                                         | Pico de posición |
| ------------------------------------------------------- | ---------------- |
| Estados Unidos (Billboard Mainstream Rock Tracks)       | 2                |
| Estados Unidos (Billboard Heritage Rock)                | 4                |
| Estados Unidos (Billboard Active Rock)                  | 2                |
| Estados Unidos (Billboard Hot Rock & Alternative Songs) | 7                |
| Canadá (Billboard Canada Rock)                          | 17               |
| Estados Unidos (Billboard Alternative Airplay)          | 26               |
| Estados Unidos (Billboard Heatseekers Songs)            | 11               |
| Estados Unidos (Billboard Bubbling Under Hot 100)       | 6                |
| Estados Unidos (Billboard Hard Rock Digital Song Sales) | 15               |